# 芬蘭 (明尼蘇達州)
芬蘭（英語：Finland）是位於美國明尼蘇達州萊克縣比弗貝鎮區及克里斯特爾貝鎮區的一個普查規定居民點。

## 人口
根據2020年美國人口普查的數據，芬蘭的面積為17.46平方千米，當中陸地面積為17.40平方千米，而水域面積為0.06平方千米。當地共有人口215人，而人口密度為每平方千米12.31人。